# José Francisco Cardoso
José Francisco Cardoso (Santa Cruz, Rio de Janeiro, 23 de março de 1830 – Rio de Janeiro, 8 de fevereiro de 1885) foi um político e advogado brasileiro. foi presidente da Província do Paraná entre 1859 e 1861.

## Biografia
Filho do comendador Francisco José Cardoso e de Propícia Francisca Carneiro da Fontoura Barreto. Graduou-se em Direito na Faculdade de São Paulo em 24 de outubro de 1853.  Foi secretário, nos anos seguintes, das províncias do Ceará e do Rio de Janeiro.  Entre 2 de maio de 1859 e 16 de março de 1861, presidiu a província do Paraná.  Durante períodos do final da década de 1860 e início da de 1870 ocupou o cargo de delegado do município de Itaguaí, na província do Rio de Janeiro, onde sua família dispunha de grande influência político-eleitoral.  Era membro da Sociedade Auxiliadora da Indústria Nacional e cavaleiro da Ordem de Cristo.  Casou-se com Clara Cândida de Figueiredo, filha do “capitalista” João Antonio de Figueiredo.  Deste matrimônio resultou um único filho, José de Figueiredo Cardoso.  Faleceu na Corte em 8 de fevereiro de 1885.  Entre os descendentes de José Francisco Cardoso, figura o neto Ernani de Figueiredo Cardoso (1888-1950), político e empresário do ensino.